# Etuda

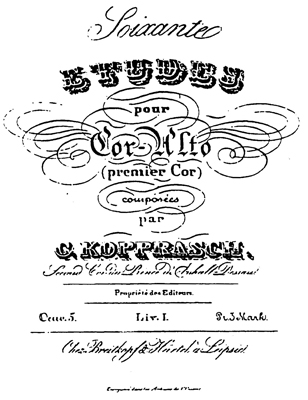
Přední strana jedné z etud

Etuda [etýda] (z francouzského étude – učení, cvičení) je drobná hudební skladba pro jeden nástroj, sloužící k výuce instrumentalisty. Jejím cílem tedy není sdělit nějakou výraznější hudební myšlenku, ale představuje především způsob, jak pomoci žáku osvojit si techniku hry: rychlost, zapamatování poloh, procvičování prstů levé nebo pravé ruky.
Pro houslisty jsou v tomto směru známé skladbičky Jacquese Mazase nebo českého houslového učitele Otakara Ševčíka, klavíristé znají etudy například Carla Czerného, Muzia Clementiho nebo Friedricha Burgmüllera.
Specifický druh etud jsou takzvané koncertní etudy, což jsou hudebně hodnotné skladby zároveň demonstrující (a procvičující) virtuosní techniku ovládání nástroje. Mezi nejvýznamnější koncertní etudy pro klavír patří díla Fryderyka Chopina (op. 10, op. 25, 3 posthumní etudy), Ference Liszta (12 transcendentálních etud, 6 Paganiniho etud), 2 koncertní etudy (Šumění lesa, Rej skřítků), 3 koncertní etudy).
Etuda je spolu s dalšími skladbami povinnou součástí zkoušek (akademických koncertů) na hudebních školách.